# Allison Williams

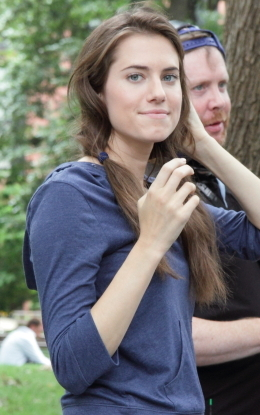
Allison Williams podczas wywiadu w nowojorskim Washington Square Park (2012)

Allison Williams (ur. 13 kwietnia 1988 w New Canaan) – amerykańska aktorka, komik i wokalistka. Grała m.in. w serialu Dziewczyny i filmie Uciekaj!.

## Życiorys

### Wczesne życie
Williams wychowała się w New Canaan w stanie Connecticut jako córka Briana Williamsa, byłego anchormana i redaktora naczelnego z NBC Nightly News, oraz Jane Gillan Stoddard, producentki filmowej. W 2010 ukończyła studia na Uniwersytecie Yale, gdzie przez cztery lata nauki była członkinią improwizacyjnej trupy teatralnej Just Add Water, występując także w emitowanym w serwisie YouTube serialu College Musical. Wchodziła w skład tajnego uczelnianego związku St. Elmo.

### Kariera
W 2010 Williams stworzyła kompilację piosenki „Nature Boy” oraz utworu „A Beautiful Mine” autorstwa RJD2, użytego jako piosenka tytułowa w serialu telewizyjnym Mad Men. Mashup, umieszczony na portalu YouTube, cieszył się uznaniem oglądających i sprawił, że Judd Apatow zdecydował się obsadzić aktorkę w produkcji Dziewczyny tworzonej przez HBO. Pomyślny wynik przesłuchania do roli Williams przypisała doświadczeniu, jakie zdobyła podczas występów w ramach grupy Just Add Water. Premiera serialu miała miejsce 15 kwietnia 2012.
Williams stworzyła serię skeczów Funny or Die, w których wystąpiła jako Kate Middleton zaraz po zawarciu związku małżeńskiego, wraz z angielskim aktorem i modelem Oliverem Jacksonem-Cohenem, który wcielił się w rolę księcia Williama. Williams pojawiła się jako Danielle w jednym z odcinków trzeciego sezonu serialu Wirtualna liga, zatytułowanym „The Guest Bong”.
Allison Williams została także obsadzona w powracającej roli Cheryl w serialu Jake and Amir produkcji CollegeHumor.
4 grudnia 2014 wystąpiła w tytułowej roli w telewizyjnej prezentacji musicalu Peter Pan Live!.

## Życie osobiste
W 2011 Williams zaczęła spotykać się z Rickym Van Veenem, współzałożycielem CollegeHumor. W 2014 para zaręczyła się. 19 września 2015, na Brush Creek Ranch w Saratodze w stanie Wyoming, odbyła się prywatna ceremonia ślubna Williams i Van Veena.

## Filmografia
| Rok       | Tytuł                                  | Rola                        | Uwagi                         |
| --------- | -------------------------------------- | --------------------------- | ----------------------------- |
| 2004      | American Dreams                        | Deborah                     | 2 odcinki                     |
| 2011      | Will & Kate: Before Happily Ever After | Kate Middleton              | 4 odcinki; także scenarzystka |
| 2011–2012 | Jake and Amir                          | Cheryl                      | 2 odcinki                     |
| 2011      | Wirtualna liga                         | Danielle                    | odcinek „The Guest Bong”      |
| 2012–2017 | Dziewczyny                             | Marnie Michaels             | serial, główna rola           |
| 2013      | Świat według Mindy                     | Jillian                     | 3 odcinki                     |
| 2014      | Peter Pan Live!                        | Piotruś Pan                 | program telewizyjny           |
| 2015      | Simpsonowie                            | Przyjaciółka Candace (głos) | odcinek „Every Man’s Dream”   |
| 2017      | Uciekaj!                               | Rose Armitage               | film kinowy                   |
| 2018      | Perfekcja                              | Charlotte                   | film kinowy                   |
| 2018-2019 | Seria niefortunnych zdarzeń            | Kit Snicket                 | 8 odc.                        |
| 2021      | Po horyzont                            | Sara                        | film                          |
| 2022      | M3GAN                                  | Gemma                       | film                          |
| 2025      | M3GAN 2.0                              | Gemma                       | film                          |